# مقاطعة قنبد قابوس
مقاطعة قنبد قابوس (بالفارسية: شهرستان گنبد کاووس) هي مقاطعة تقع في غلستان في إيران. يقدر عدد سكانها بـ 283,331 نسمة .